# New Zealand Open 1997
Die New Zealand Open 1997 im Badminton fanden vom 11. bis zum 13. September 1997 in Whangārei statt. Auf der IBF-Turnierskala erreichte es die Wertung A.

## Sieger und Platzierte
| Disziplin    | Gold                          | Silber                           | Bronze                          |
| ------------ | ----------------------------- | -------------------------------- | ------------------------------- |
| Herreneinzel | Nick Hall                     | Dean Galt                        | Jarrod King                     |
| Herreneinzel | Nick Hall                     | Dean Galt                        | Liu Kwok Wa                     |
| Dameneinzel  | Li Feng                       | Rhona Robertson                  | Ling Wan Ting                   |
| Dameneinzel  | Li Feng                       | Rhona Robertson                  | Louisa Koon Wai Chee            |
| Herrendoppel | Liu Kwok Wa Ma Che Kong       | Jeremy Raines Croydon Rutherford | Stephen Sia Winsor Wong         |
| Herrendoppel | Liu Kwok Wa Ma Che Kong       | Jeremy Raines Croydon Rutherford | Dean Galt Nick Hall             |
| Damendoppel  | Tammy Jenkins Rhona Robertson | Sheree Jefferson Li Feng         | Nicole Gordon Lianne Shirley    |
| Damendoppel  | Tammy Jenkins Rhona Robertson | Sheree Jefferson Li Feng         | Kirstie Campbell Renee Flavell  |
| Mixed        | Ma Che Kong Tung Chau Man     | Mark Revis Sarah Hicks           | Daniel Shirley Sheree Jefferson |
| Mixed        | Ma Che Kong Tung Chau Man     | Mark Revis Sarah Hicks           | Dean Galt Tammy Jenkins         |